# Moctezuma II
Moctezuma II eller Montezuma II (1466-1520; aztekisk kejser fra omkring 1502 til 1520) var Auitzotls arving og aztekisk regent over byen Tenochtitlan, som forøgede Tenochtitlans magt til total dominans af dens søsterbyer Texcoco og Tlatelolco. Han er især kendt, fordi han var ved magten, da spanierne erobrede Mexico. 
I ti år før de spanske conquistadorers ankomst, var der ifølge legenden otte tegn, som fortalte om det aztekiske riges kollaps. Disse tegn var:
1. En ildsøjle viste sig på nattehimlen (måske en komet?)
2. En komet viste sig på himlen i dagtimerne
3. Huitzilopochtlis tempel blev ødelagt af en brand
4. Et lynnedslag ramte templet i Tzonmolco
5. Tenochtitlan blev oversvømmet
6. Mærkelige mennesker med mange hoveder blev set vandrende gennem denne by
7. Man hørte en kvindes grådkvalte sørgesang for aztekerne
8. En underlig fugl blev fanget. Da Moctezuma kiggede i dens spejllignende øjne, så han et ukendt folk gå i land ved kysten

I foråret 1519 modtog han de første rapporter om fremmedes landgang på østkysten af riget. Den 8. november 1519 mødte han Cortes, som han troede var guden Quetzalcoatl. 
I Cortes' fravær udsendte viceguvernøren et dekret om, at de rituelle menneskeofringer skulle ophøre. Folket gjorde oprør, og spanierne tog Moctezuma til fange. Den 1. juli 1520 viste Moctezuma sig på sit palads' balkon for at overtale en menneskemængde til at trække sig tilbage. Befolkningen var forfærdet over deres kejsers samarbejde med spanierne og overdyngede ham med sten og kastepile. Han døde kort efter angrebet. Moctezuma blev fulgt af Cuitlahuac og Cuauhtemoc. Året efter havde det aztekiske rige fuldstændig overgivet sig til spanierne.

## Benævnelser
Moctezuma II , omtales nogle gange kun som Moctezuma. Brugen af romertallet efter navnet, stammer fra moderne tid, for at kunne skelne ham fra den "anden" Moctezuma, Moctezuma I.
En anden måde at skelne dem på, end ved hjælp af romertal, er at Moctezuma I var Moctezuma Ilhuicamina og Moctezuma II var Moctezuma Xocoyotzin. Det første betyder "enspænder, som skyder pile mod himlen". Xocoyotzin betyder blot "den yngre".